# Iona nitens
Espèce
Synonymes
- Flacillula nitens Berry, Beatty & Prószyński, 1997

Iona nitens est une espèce d'araignées aranéomorphes de la famille des Salticidae.

## Distribution
Cette espèce est endémique de Pohnpei aux États fédérés de Micronésie,.

## Description
Les femelles mesurent de 2,75 à 2,80 mm.

## Systématique et taxinomie
Cette espèce a été décrite sous le protonyme Flacillula nitens par Berry, Beatty et Prószyński en 1997. Elle est placée dans le genre Iona par en Bopearachchi & Benjamin, 2021.

## Publication originale
- Berry, Beatty & Prószyński, 1997 : « Salticidae of the Pacific Islands. II. Distribution of nine genera, with descriptions of eleven new species. » Journal of Arachnology, vol. 25, no 2, p. 109-136 (texte intégral).